# أولفيس
بلدية أولفيس (بالإسبانية: Olvés) هي بلدية تقع في مقاطعة سرقسطة التابعة لمنطقة أراغون شمال شرق إسبانيا.

## الديموغرافيا
بلغ عدد سكان بلدية أولفيس 119 نسمة عام 2011 (وفقاً للمعهد الوطني الإسباني للإحصاء).
| 178 | 176 | 154 | 126 | 112 | 199 | 119 |